# Gromnik (gemeente)
De gemeente Gromnik is een landgemeente in het Poolse woiwodschap Klein-Polen, in powiat Tarnowski.
De zetel van de gemeente is in Gromnik.
Op 30 juni 2004 telde de gemeente 8316 inwoners.

## Oppervlakte gegevens
In 2002 bedroeg de totale oppervlakte van gemeente Gromnik 69,81 km², waarvan:
- agrarisch gebied: 65%
- bossen: 25%

De gemeente beslaat 4,93% van de totale oppervlakte van de powiat.

## Demografie
Stand op 30 juni 2004:
| Omschrijving                   | Totaal | Totaal | Vrouwen | Vrouwen | Mannen | Mannen |
| ------------------------------ | ------ | ------ | ------- | ------- | ------ | ------ |
| eenheid                        | aantal | %      | aantal  | %       | aantal | %      |
| inwoners                       | 8316   | 100    | 4147    | 49,9    | 4169   | 50,1   |
| bevolkingsdichtheid (inw./km²) | 119,1  | 119,1  | 59,4    | 59,4    | 59,7   | 59,7   |

In 2002 bedroeg het gemiddelde inkomen per inwoner 1420,71 zł.

## Administratieve plaatsen (sołectwo)
Brzozowa, Chojnik, Golanka, Gromnik, Polichty, Rzepiennik Marciszewski, Siemiechów.

## Aangrenzende gemeenten
Ciężkowice, Pleśna, Rzepiennik Strzyżewski, Tuchów, Zakliczyn